# Beelzebub
Beelzebub (яп. べるぜバブ Бэрудзэбабу, Вельзевул) — манга, созданная и нарисованная Рюхэем Тамурой, и выпускаемая в журнале Weekly Shonen Jump издательства Shueisha. «Вельзевул» был впервые опубликован в качестве one shot автором в 2008 году в Shonen Jump в 37-38 выпусках, где завоевал четвёртое место в Gold Future Cup, после чего мангу стали публиковать в том же журнале, начиная с 13-го выпуска 2009 года.

## Сюжет
Главный герой манги Ога — хулиган, наводящий страх на всю школу. Однажды он находит плывущего по реке мужчину. Вытащив его на берег, Ога обнаруживает, что внутри у него спрятан маленький ребёнок. Ога вынужден взять его с собой. Однако впоследствии выясняется, что этот ребёнок является владыкой тьмы и младшим сыном самого дьявола. Ога, который становится для привязавшегося к нему ребёнка приёмным отцом, должен будет в будущем помочь ему в уничтожении человеческого рода.

## Персонажи

### Главные персонажи
- Тацуми Ога (яп. 男鹿 辰巳 Ога Тацуми)

Также известный как «Лютый Ога», Ога впервые был показан как сильный боец, когда заставлял хулиганов кланяться ему в колени, за то что они напали на него во время сна. Это было показано его воспоминаниями о случившемся, о серии странных событий, которые приводят к тому, что он становится «земным» отцом сына дьявола, Вельзевула IV. Ога был выбран отцом Вельзевула потому, что обладает качествами идеального родителя для будущего короля демонов: сильный, самоуверенный, и думает об окружающих, как о ничего не стоящем мусоре. Ога и Вельзевул не могут отдалиться друг от друга более чем на 15 метров, иначе это приведёт к мгновенной смерти Оги, согласно словам Хильды. На правой руке Оги располагается метка, которая становится больше, чем больше он дерется, означает договор между Вельзевулом и Огой, и договор открывает Оге доступ к большим объёмам демонической силы. Из-за этого Ога пытается прекратить свои обыкновенные для него стычки, чтобы ограничить получаемую силу, которая в конечном итоге будет использоваться для уничтожения человечества. Но даже несмотря на его попытки не участвовать в драках, у него осталось много врагов, которые не дают исполнить Оге задуманное. Кроме того, у него, похоже, нет друзей, помимо Фуруити, его одноклассника. Он живёт с родителями и сестрой, и Хильда с Вельзевулом недавно переехали в его дом. В настоящее время он учится первый год в старшей школе Исияма (10-й класс). Удивительно, но Ога является достойным претендентом для роли отца Вельзевула. Ога сильнее, чем средний человек, как сказала Хильда, подвергаясь большему количеству демонической энергии, которая свела бы с ума обыкновенного человека. После тренировки с Саотомэ научился полностью контролировать демоническую силу. Столкнувшись с генералом 34 дивизии Бегемота Бармаглотом, сыном Бегемота, был с лёгкостью им побеждён, поэтому выучил тёмную технику слияния с демонами. После этого его сила как контрактора возросла настолько, что он практически в одиночку уничтожил всю дивизию Бегемота и с небольшим трудом одолел Бармаглота. Однако, возможно, после её применения Ога перестал быть человеком.
Способности:
- Удары, изобретенные Огой
  - Стиль уличного бойца — крученый удар, воспитательный кулак, пендель Оги, «нахренвыносилка», «челюстьдробилка», погребающий кулак, погребающий пинок, Огин удар, суперпогребающий кулак.
  - Стиль Сингецу:
    - Надэсико (Гвоздика) — техника разбивания камней голыми руками. Может с аналогичным успехом использоваться и на людях.
    - Тюльпан — техника разбивания камней голыми руками. Отличается тем, что гвоздика ломает на 2 равные части, а тюльпан ломает в клочья.
- Способности контрактора:
  - Заклятие Зевула — татуировка на правой руке Оги, символизирующая контракт между Огой и Вельзи. Заклятие разрастается по руке, всему телу и даже лицу в зависимости от того, насколько выросла его способность выпускать силу Вельзи.
  - Взрыв Зевула (魔王の咆吼, Рык владыки Тьмы) — Ога вкладывает в удар огромное количество демонической силы, достаточной, чтобы уничтожить здание.
  - Метка Зевула (魔王の烙印, Пламенеющая печать владыки Тьмы) — Ога накладывает на врага метку в виде заклятия Зевула, а затем бьет в неё, вызывая концентрированный взрыв демонической энергии. Находясь под действием Супер-молока, может наложить одновременно несколько меток.
- Пора хлебать молоко (супер-молоко, ништяковое молоко, время для молока) — под его действием преграда между пропускаемой через Огу силой Вельзи стирается, и они начинают объединяться в одно существо. Заклятие Зевула распространяется по всему телу и лицу Оги, он становится намного сильнее, быстрее, и начинает перенимать личность Вельзи. Если Ога выпьет всю бутыль, то он полностью объединяется с Вельзи — у Оги чернеет кожа, появляются крылья повелителя мух и соска Вельзи. Саотомэ сказал Оге, что если тот пробудет в этом режиме пять минут, то окончательно станет демоном. Кроме того, при полном объединении Ога, хотя и получает невероятную силу, но совершенно теряет над собой контроль.
- Пора хавать котлетки — то же самое что и «Пора хлебать молоко», принцип действия тот же, но если в «Пора хлебать молоко» Ога пил демоническое молоко Вельзи, то тут Вельзи ест любимые котлетки Оги. Появляется только в аниме.

Другие способности:
- Устойчивость к электричеству — после бесчисленных истерик малыша Вельзи, которые всегда заканчиваются мощными электрическими разрядами, Ога приобрел сопротивляемость к электричеству и даже никак не отреагировал на удар шоковой дубинкой Химекавы.
- Бешеная скорость - или "жить-то хочется!". Продемонстрирована Огой в погоне за братьями Санада на мотоцикле, во время которой протагонист смог бежать со скоростью аж в 50 км/ч а также во время боя с Куниэдой, когда Ога смог уклониться от её атаки на близком расстоянии.
- Непрошибаемый желудок - из-за стряпни Хильды приобрел высокую сопротивляемость различным жгучим веществам, из-за чего провалилась попытка Химекавы отравить его в 11 серии.
- Кайзер де Имперана Вельзевул IV (яп. カイゼル・デ・エンペラーナ・ベルゼバブ4世 Кайдзэру Дэ Эмпэра:на Бэрудзэбабу Ёнсэ)

Также известен как Вельзевул, или малыш Вельзи, сын короля ада. Он очень привязан к Оге, всегда цепляется ему на спину или же сидит на голове Тацуми. Когда он раздражается и видит кровь, часто закатывает истерики и спонтанные электроразряды начинают бить по окружающим. Без Оги физически слабее, чем обыкновенный ребёнок, но контакт с Огой позволяет ему раскрыть демонические силы. Визитная карточка Вельзевула: его характерный крик «Дя!» и то, что он всегда голый с соской во рту. Из-за использования Темной техники, у Вельзевула ускорился процесс развития организма. Начиная с 138 главы манги у Вельзи начинают прорезаться зубы.
- Хильда Гарда (яп. ヒルデガルダ Хирудэгаруда)

Предпочитающая называться более коротким именем Хильда — демон-домработница, которая помогает Оге заботиться о Вельзевуле IV. Она почитает дьявола или Короля демонов, и считает, что это большая честь быть выбранной в качестве «матери» или няни будущего короля демонов. Её наиболее характерные черты включают образ Готической Лолиты и, как отмечалось сестрой Оги: «Очень большая грудь». Также у неё светлые волосы, забранные в пучок, и чёлка, прикрывающая глаз. Она передвигается полётами, используя в качестве транспорта кожистое существо, известное нам как Аку-Баба, и владеет зонтиком, в котором спрятан меч. Она очень хорошо владеет катаной, и даже смогла победить Куниэду в выяснении «Кому достанется Ога». Семья Оги находится под впечатлением, что у Оги и Хильды были отношения, и что Вельзевул — следствие этих отношений. В 24 главе она выбросила Огу из окна и приказала ему никогда не возвращаться, поскольку разочаровалась в нём. В 25 главе она исчезла. Хильда отправилась в преисподнюю, чтобы получить ответы на некоторые вопросы о Вельзи и его состоянии. Впоследствии приводит с собой имперского врача, который разъясняет происходящее с Вельзевулом. Также отмечает, что не почувствовала злобы в Тодзё, что соответственно лишает последнего всяких шансов стать отцом Вельзевулу. Хильдегарда очень похожа на одну из служанок принца Эна Ёльду, которая оказывается её младшей сестрой. Среди демонов служанок является сильнейшей, так как смогла без особых усилий победить служанок принца Эна. Одна из них заметила, что Хильда сильно изменилась и не без влияния Оги стала более решительной и благородной.
- Такаюки Фуруити (яп. 古市 貴之 Фуруити Такаюки)

Ученик первого курса Исиямы. Он часто указывает на несообразность действий Оги, действует рационально и является наиболее спокойным членом группы. Очень труслив, хотя быстро меняется в лице, если речь идёт о красивых девушках — часто к ним пристаёт. Несмотря на очевидное отсутствие сходства, Фуруити, по-видимому, единственный друг Оги, и зачастую является единственным, с кем общается Ога. Ога комично называет его «идиот Фуруити», и последний является объектом множества шуток. Несмотря на это, показал свой дар убеждения и харизму, когда попросил учеников Исиямы помочь найти принца Эна. Самый умный в Чертокамне. В 169 главе Фуруити путём ритуала призывает в своё тело демона, и одолевает всех учеников Чертокамня по очереди, начиная с Оги.
- Батим до Эмуна Ален Делон (яп. バティム・ド・エムナ・アランドロン Батиму До Эмуна Арандорон)

Впервые он появляется плавающим по реке и раненым стрелками. Разделившись пополам, он оставляет Вельзевула Оге. Ален Делон показан как пространственный демон транспортёр, это было отчётливо представлено в третьей главе манги. Этот персонаж имеет большое тело и служит как курьер, переносчик объектов и записок. Несмотря на своё большое телосложение, немного слаб, как видно из восьмой главы. Может транспортировать сразу двух существ, что является редкостью в мире демонов. У него есть дочь Анджелика, она изучает редких животных, живущих в Обители Влада, и так же является демоном-курьером.

### Старшая школа Исияма
Токуканхи (яп. 东邦神姫) — главари 4 группировок старшей школы Исияма. Название группы является аббревиатурой от их фамилий (ТОдзё, КУниэда, КАНдзаки, ХИмэкава).
- Тацуя Химэкава (яп. 姫川 竜也 Химэкава Тацуя) — сын директора «Химэкава Групп». Он постоянно использует деньги на подкуп людей, дабы сделать из них подчинённых, и, если это не срабатывает, то запугивает и избивает их вместе со своими подчинёнными, хулиганами. Пытался подкупить Огу, чтобы подчинить его, но это ему не удаётся. Примерно равен по силе с Кандзаки. Обычно носит сложную комичную причёску (на манер янки), которая нередко становится объектом шуток. С распущенными волосами выглядит совершенно иначе, словно другой человек (превращается в бисёнена).
- Хадзимэ Кандзаки (яп. 神崎 一 Кандзаки Хадзимэ) — один из контролирующих Исияму главарей. В настоящее время уже на третьем году обучения. Его разыскал Ога, поскольку не хотел участвовать в уничтожении человечества. К сожалению, в конечном итоге, был выброшен из окна Огой, что и без того увеличило известность последнего. Мечтает побить Огу, но очень уважает его за силу. Примерно равен по силе с Химэкавой.
- Аой Куниэда (яп. 邦枝 葵 Куниэда Аой) — главарь «Сильнейшей банды девушек в Канто», «Красные хвосты», 17 лет. Впервые показана переодетой в парке, заботящейся о своём младшем братике (Кота), которого постоянно ошибочно принимают за её собственного ребёнка гуляющие в парке матери. В настоящее время на втором году обучения и, по всей видимости, является дочерью местного настоятеля храма. Её прозвище «Королева», потому что она защищает всех девушек Исиямы от «грязных лап» мужчин. Используя специальную технику, способна рассечь практически всё с помощью своего деревянного меча. Ога предложил ей стать новой «матерью» Вельзи, после чего Куниэда напала на него. После многочисленных неожиданностей и недоразумений влюбляется в Огу. Серьёзно пострадала во время атаки 34 дивизии Бегемота. Тренировалась вместе с ним у её дедушки и даже попросила настоятельницу Синтоистского храма научить её убивать демонов. Вторая по силе среди Токуканхи.
- Хидэтора Тодзё (яп. 东条 英虎 Тодзё Хидэтора) имеет татуировку, аналогичную той, что имеет Саотомэ на своем правом плече [2](скорее всего татуировка, метка, которую он использует в бою, сильно отличается от той, что изображена на плече). Тодзё сделал её в подражание Саотомэ. Малыш Вельзи был замечен на спине Тодзё в 25 главе. Тодзё столкнулся с Огой и Фуруити и заявил, что хочет поединка с Огой. Условно при каждом поединке с Тодзё побеждал Ога, но реально они почти на равных, что, впрочем, не мешает им быть друзьями-соперниками. Тодзё — сильный боец, который постоянно совершенствует свои навыки. Смог ранить генерала дивизии Бегемота; по мнению Идзумы, это свидетельствует о том, что Тодзё является потомком демона. Сильнейший среди Токуканхи.

#### Первый год
- Танимура Тиаки — член «Красных хвостов»

#### Второй год
- Омори Нэнэ — член «Красных хвостов», новая их глава после ухода Аой.

Все они были побеждены Огой во второй главе, по итогам которой имя Оги становится широко известно в школе.
- «Братья Санада» Рюити и Рюдзи
- «Машина Убийца» Абэ
- «Гуд Найт» Симокава: Аой Куниэда обещала пойти с ним на свидание, если он победит её в бою, но он отказался после демонстрации ею своей силы.

#### Третий год
Названые приятели Кандзаки из Токуханки:
- Сирояма — большой парень с косичками и двумя шрамами на левой стороне лица, подчинённый Кандзаки. Он «Фальшивый Кандзаки, второе лицо в банде» и был бы изгнан из банды Канзаки, за что последний был избит Огой. Был против того, чтобы Ога вступал в банду Кандзаки. Несмотря на плохое отношение со стороны Кандзаки, всё равно остаётся его соратником.
- Синтаро Нацумэ — сначала ни с кем не дрался, но говорил льстиво. Работает в местном магазине. Впоследствии выяснилось, что он - один из сильнейших в "Чертокамне", и, возможно, достойный соперник и Оге, и Тодзё. У него розоватые волосы до плеч. Говорит, что был в подчинённых у Кандзаки из-за того, что с ним всегда весело.

Приятели Тодзе из Токуканхи:
- Айзава — правая рука Тодзе.
- Каору — победил Кандзаки и Химекаву за раз.

#### Банда Карасу (Ворон)
Асид Судзуки — главарь банды.
Банда, которую Химэкава использовал для «похищения» Хильды и Фуруити в его убежище.

#### MK5
Названная «Majide Kuukiyomenai 5ningumi», эта банда была временно исключена из школы, и известна своей жестокостью. Состоит из:
- Мива — лидер
- Икари — правая рука Мивы
- Симамура — на его лице тату «Сердце»
- Тято — лысый со шрамами
- Наката — в очках и французской шляпе
- Буу — крупный, мускулистый парень с длинными волосами

### Академия Святой Исиямы
Школа, куда временно перевели учеников Исиямы после того, как Ога случайно разнёс её, не сумев взять под контроль демоническую силу Вельзи. В этой школе полно потомков демонов, а её директор в курсе, кто такие Ога и Вельзи.

#### Роккисэй
Роккисэй (яп. 六騎聖 Шесть рыцарей) — клубный союз Академии Святого Исиямы. Имеют большую силу, чем школьный совет, чтобы полностью контролировать происходящее в школе. Каждый из членов Роккисэй умён и силён в боевых искусствах. Непререкаемый авторитет Роккисэй был поднят самим директором академии перед созданием специального класса для учеников Старшей школы Исиямы, чтобы полностью подавить их. Члены Роккисэй:
- Канамэ Идзума (яп. 出馬要 Идзума Канамэ) — ученик третьего курса. Является одновременно главой и сильнейшим членом Роккисэй и председателем школьного совета. Он обучил боевому искусству Мики. Его уважают и боятся. Является демоном, но очень слабым по сравнению с армией Бегемота, Хильдой, или служанками принца Эна.
- Хисая Мики (яп. 三木久也 Мики Хисая) — ученик первого курса. Он ведет бой в стиле хаккёку с использованием внутренней силы. Обучился боевому искусству у Идзумы. Единственный ученик, которого взяли в Роккисэй на первом году обучения. Бывший друг Оги.
- Итиро «Алекс Родригес» Синдзё (яп. 新庄・アレックス・ロドリゲス・一 Синдзё Арэккусу Родоригэсу Итиро) — ученик второго курса, сильный боксёр. Но вырубился почти сразу после первого удара Оги.
- Мицутэру Сакаки (яп. 榊光輝 Сакаки Мицутэру) — ученик второго курса. У него длинные волосы. Хорошо владеет мечом. Очень быстр и техничен в бою. Как заметил Алекс, Сакаки уступает в скорости Куниэде.
- Хиромити Го (яп. 郷宏道 Го Хиромити) — ученик третьего курса. Член клуба радиолюбителей. Принимает участие в международном конкурсе по радио-ориентированию (чтобы его выиграть нужно быть одновременно и сильным и умным). Он очень хороший боец.
- Сидзука Нанами (яп. 七海静 Нанами Сидзука) — ученица третьего курса. Единственная представительница женского пола в Роккисэй. Вице-президент школьного совета. С детства знакома с Тодзё, хотя при первой встречи они не подали этому вида.

#### Другие
- Дзэндзиро Саотомэ (яп. 早乙女禅次郎 Саотомэ Дзэндзиро) — учитель спец. класса Оги; в качестве контрактора королевской семьи демонов был приглашён директором для защиты и обучения Вельзи и Оги. В прошлом был кумиром Тодзё; тот даже сделал на плече татуировку заклятья как у него. Силён и полностью контролирует силу контрактора настолько, что смог с одного удара вырубить Огу, Тодзё и Идзуму. Также смог победить Хильду и троих генералов 34 дивизии Бегемота. Знаком с дедом Куниэды, которому в прошлом помог создать стиль Сингэцу для борьбы и убийства демонов.

## Аниме-сериал
Издательством Shueisha в августе 2010 года было объявлено о работе над аниме-сериалом по сюжету манги. Его трансляция на телеканалах Японии началась 8 января 2011 года. Открывающую композицию Dadada исполняет Group Tamashii, закрывающую Answer — no3b.
Список персонажей и их сэйю:
- Тацуми Ога — Кацуюки Кониси
- Вельзевул — Миюки Савасиро
- Аой Куниэда — Аки Тоёсаки
- Хильда — Сидзука Ито
- Такаюки Фуруити — Такахиро Мидзусима
- Хидэтора Тодзё — Томокадзу Сэки

## Музыка
Открывающие темы
- "Praise☆ The Boss Appears! Beelzebub" (яп. アッパレ☆番長参上!べるぜバブ Appare☆ Banchō Sanchō! Beruzebabu) — Хироаки Такэути (OVA)
- "DaDaDa" (яп. だだだ), исполнителя Group Tamashii (Эпизоды 1-10), так же звучит в финальном эпизоде (60 эпизод) в качестве закрывающей темы.
- "The First Goodbye" (яп. 始まるのは, サヨナラ Hajimaru no wa, Sayonara), исполнитель — On/Off (Эпизоды 11-23)
- "Hey!!!" — Flow (Эпизоды 24-35)
- "Baby U" — MBLAQ (Эпизоды 36-48)
- "Only You -My Bonds With You-" (яп. Only you -キミとのキヅナ- Only you -Kimito no Kizuna) — Lc5 (Эпизоды 49-60)

Закрывающие темы
- "Answer" — no3b (Episodes 1-10)
- "Show of Courage" (яп. つよがり Tsuyogari) — Сёко Накагава (Эпизоды 11-23)
- "Rainbow☆Tears" (яп. なないろ☆ナミダ Nanairo Namida) — Tomato n'Pine (Эпизоды 24-35)
- "Papepipu♪ Papipepu♪ Papepipupo♪" (яп. パペピプ♪パピペプ♪パペピプポ♪) — Nozomi Sasaki (Эпизоды 36-48)
- "Girl Traveller" (яп. 少女トラベラー Shōjo Toraberā) — 9nine (Эпизоды 49-59)